# Denizli (província)
Denizli é uma província (iller) do sudoeste da Turquia, situada na região (bölge) do Egeu (em turco: Ege Bölgesi), com capital na cidade homónima. Tem 11 868 km² de área e em 2020 tinha 1 040 915 habitantes (densidade: 87,7 hab./km²).